# Łomnica-Zdrój
Łomnica-Zdrój is een dorp in het Poolse woiwodschap Klein-Polen, in het district Nowosądecki. De plaats maakt deel uit van de gemeente Piwniczna-Zdrój en telt 2000 inwoners.